# Топонимия Венгрии

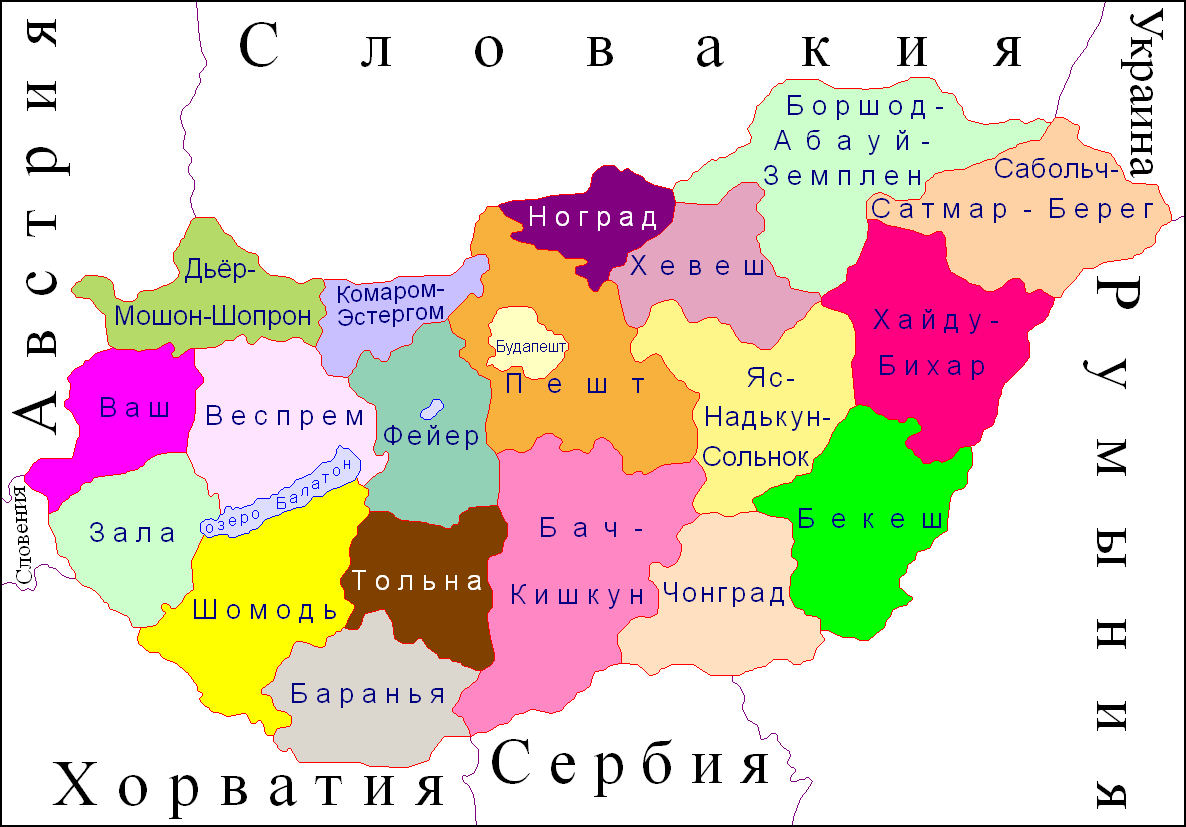
Административное деление Венгрии

Топонимия Венгрии — совокупность географических названий, включающая наименования природных и культурных объектов на территории Венгрии. Структура и состав топонимии страны обусловлены её географическим положением, этническим составом населения и богатой историей.

## Название страны
Название «Венгрия» происходит от этнонима «венгры», сами же венгры именуют себя «мадьяры» (венг. magyarok [ˈmɒɟɒrok]), а страну — венг. Magyarország. В русском языке слово «венгр» — заимствование из пол. węgier «венгр» из праслав. *ǫgъrinъ (др.-рус. ѹгринъ, укр. у́горець, сербск.-ст.‑слав. ѫгринъ, мн. ѫгре, серб. у̀гар, род. п. у̀гра, также у̀грин, болг. унгарци, словен. vogǝr, vogrin, чеш. uher, словац. uhor, пол. węgier, węgrzyn, лит. veñgras). В европейских языках этнохороним «венгр» имеет формы лат. Ungari, Ungri, греч. Οὑγγρικός, Οὖγγροι, фр. hongrois, нем. Ungar(n), англ. Hungarian(s), швед. ungrare. Все эти экзоэтнонимы произошли из булг. on ogur, тюрк. on oguz «десять огузских племён». Начальное h- развилось, вероятно, под влиянием этнонима Hunni «гунны». В средние века Венгрию долго называли «королевством гуннов», в частности, так она упоминается в «Песни о Нибелунгах».
В 1001 году на западе территории современной Венгрии возникло Королевство Венгрия, просуществовавшее до середины XVI века. В официальных документах на латыни государство именовалось Regnum Hungariae,Regnum Ungarie, Regnum Marianum или просто Hungaria. Официальные документы на венгерском языке использовали для страны название Magyarország, которое также использовалось в официальных документах князей Трансильвании (обладавшей автономией в рамках Королевства Венгрия). Правители германских государств использовали для именования Королевства Венгрия название нем. Königreich Ungarn или просто Ungarn. Название Königreich Ungarn также использовалось с 1849 по 1860-е годы. Венгерское самоназвание королевства — (венг. Magyar Királyság) — использовалось в 1840-х годах и с 1860 по 1918 годы, когда Венгрия входила в состав Австро-Венгрии. После поражения венгро-чешско-хорватского войска в битве при Мохаче (1526 год) и последующего раздела Венгрии королями Венгрии стали Габсбурги. Центральная часть разделённой страны была оккупирована турками (см. Османская Венгрия), а в восточной части образовалось Восточно-Венгерское королевство, впоследствии ставшее княжеством Трансильвания.
Во времена Австро-Венгерской империи (1867—1918) земли венгерской короны в составе двуединой Австро-Венгрии именовались Транслейтания (на латинском значит буквально: «по ту сторону» — то есть земли, расположенные на восточной стороне реки Лейты (Литавы), если смотреть со стороны Австрии, в противоположность Цислейтании, королевствам и землям, представленным в Рейхсрате и расположенным по эту сторону Лейты).
После распада Австро-Венгерской империи, в период 1920—1944 годов Венгрия вновь именовалась «Королевство Венгрия» (венг. Magyar Királyság). В 1944, после прихода к власти Ф.Салаши, страна именовалась «Венгерский Союз Древних Земель». В 1946 году название было изменено на Вторая Венгерская Республика (венг. Magyar Köztársaság), в 1949—1989 — Венгерская Народная Республика (венг. Magyar Népköztársaság), с 1989 года вновь именуется «Венгерская Республика».

## Формирование и состав топонимии
Венгрия в топонимическом отношении значительно отличается от соседних государств. На территории страны повсеместно преобладают венгерские географические названия, которые легко отличаются от топонимов иноязычного происхождения в силу специфических особенностей венгерского языка. Примерами венгерских гидронимов могут быть: Дьондьош, Кондорош, Кьёрош и др.; примерами ойконимов — Хайдусобосло, Ньиредьхаза, Мезёквешд, Секешвехервар, Кишкёрёш, Ходмезёвашархей, Тёрёксентмиклаш, Ньирматонфальга и др..
Типичны для Венгрии топонимообразующие слова надь — «большой» (Надьбайом, Надьбанхедьеш, Надьманьок), киш — «малый» (Кишкуншаг, Кишдьёр, Киштеренье), уй — «новый» (Уйпешт, Уйфехерто, Уйбарок), варош — «город» (Дунайварош, Варошлёд, Варошфёльд), вар — «крепость» (Секешвехервар — «столичная белая крепость» — место коронации венгерских королей, Капошвар, Тисафёльдвар), банья — «рудник» (Татабанья, Бренбергбанья, Тардошбанья), ёреги — «старый», фахад — «белый», хедь — «гора», сигет — «остров» и др. Группа топонимов образована географическим термином пуста (пушта) — «степь» (Пустамадьярод, Пустамегегеш, Пустамоноштор, Пустаэгереш и т. д.). Среди ойконимов довольно много происходящих от собственных имён (по классификации Жучкевича — III группа): Каллаи, Надосди, Иньяди, Зриньи, Эстерхаза и т. п. Венгерского происхождения такие гидронимы, как Хартабедь, Унг и ряд других названий небольших рек. Многие гидронимы невенгерского происхождения получили «венгерское оформление».
Многие венгерские топонимы имеют религиозно-культовый смысл, так как содержат имена католических святых. В составных венгерских топонимах часто встречаются сочетания Сент-Миклош, Сент-Дьёрдь (Георгий), Сент-Ласло (Василий), Сент-Шимон (Симеон) и др.
В Венгрии имеется пласт названий славянского происхождения, а кое-где встречаются и тюркские. Первых больше всего на севере и юго-востоке страны. К ним относятся названия рек Бодва, Чарода, Вечень, Рынья, Красна, Тур, Задьва, Лендава, Битва, Суха и др. Вероятно, славянское происхождение имеют название столицы Венгрии Будапешта и озера Балатон. По-видимому, на всей территории Венгрии имеется славянский топонимический пласт, местами совершенно незаметный благодаря обильным и хорошо выделяющимся венгерским названиям. Имеется ряд топонимов неясного происхождения, такие как Тиса, Темес, Кёрош, Самош, Марош. Одни считают их тюркскими, другие — славянскими.
В ойконимах, несмотря на повсеместное распространение венгерских топонимических типов, также значительное место занимает иноязычный элемент — славянский и гораздо меньше немецкий и румынский. К славянским названиям поселений следует отнести такие, как Чехи, Конь, Богач, Иван, Широк, Березнице, Буй и др. Некоторые из них ассимилированы венгерским языком и имеют характер двуязычных, гибридных: Новойидрень, Эгерчехи, Ноград и др.. Немецкие названия на территории Венгрии встречаются гораздо реже, преимущественно в западной части страны. По возрасту они моложе славянских и венгерских: Кондрофа, Сантпетерсен, Бренбергбанья (немецкие брен и берг и венгерское банья) и др. Названий румынского происхождения очень немного, гораздо меньше, чем венгерских названий на территории Румынии.

## Топонимическая политика
Вопросами топонимической политики в Венгрии занимается Венгерская комиссия по географическим названиям (венг. Földrajzinév-bizottság), созданная в 1963 году как Специальный комитет по географическим названиям (венг. Földrajzinév-szakbizottság).